# سفر أباد (ماهرو)
سفر أباد (بالفارسية: صفرآباد) هي قرية تقع في إيران في قسم ماهرو الریفي. يقدر عدد سكانها بـ 55 نسمة بحسب إحصاء 2016.